# Федоров Євген Євгенович
Євген Євгенович Федоров — гобоїст, педагог.

## Біографія
Народився 25 листопада 1931 року в м. Ленінграді. В дитячі роки, за Другої світової війни знаходився в блокадному Ленінграді. Після смерті батьків виховувався в Ленінградському дитячому будинку. Перші музичні уроки Євген Федоров отримав в 1944 р. в Ленінградському Палаці піонерів. Займався на віолончелі в гуртку, яким керував відомий музикант і педагог І. М. Ліфшиц.
В 1946 році він був прийнятий в Дитячу музичну школу-десятирічку при Ленінградській консерваторії в клас гобою. В 1951 р. Євген Федоров став студентом Ленінградської державної консерваторії ім. М. А. Римського-Корсакова по класу гобоя.
В 1956 р. він з відзнакою закінчив навчання в консерваторії і, згідно з розподіленням молодих спеціалістів, переїхав у м. Новосибірськ, де в тому ж році був заснований симфонічний оркестр і була відкрита перша за Уралом консерваторія.

## Творчий шлях
Більше сорока років Є. Є. Федоров працював в Новосибірському філармонічному оркестрі, із них двадцять пять років був концертмейстером групи гобоїв. Виконував також багато років партію англійського ріжка.
В 1979 р. Є. Є. Федорову присвоєно почесне звання «Заслужений артист РФ». Працю в оркестрі він суміщав із сольною виконавською та педагогічною діяльністю. Євген Федоров часто записувався на грампластинки і компакт-диски. В 1981 р. йому було присвоєно вчене звання доцента на кафедрі духових інструментів Новосибірської державної консерваторії (академія)ім. М. І. Глінки., а через три роки, він був вибраний на посаду виконуючого обов'язками професора. Серед учнів Є. Є. Федорова — заслужений артист РФ А. В. Космачев.
Є. Є. Федоров — автор багатьох наукових і методичних статей, посібників, книг, які видані в Росії і за кордоном. В 2004 р. його книга «Питання методики навчання гри на духових інструментах», допущена Навчально-методичним об'єднаням вищих навчальних закладів РФ в області музичного мистецтва як навчальний посібник.
Багато років співпрацює з японською виконавицею на японському народному інструменті кото, Юкіко Такагакі. Є членом російсько-японського товариства «Сибір-Хоккайдо»

## Праці
- «Античні попередники сучасного гобою»
- «Інтуіція в музично-виконавській діяльності»
- «Розвиток музичної пам'яті»
- «Психологічна підготовка музиканта до концертного виступу»
- «До питання щодо плагіату»
- «Розвиток методичних поглядів в історії викладання гри на духових інструментах»
- «Духові інструменти в творчостві М. А. Римського-Корсакова»
- «Про працю ленінградських симфонічних оркестрів в роки війни»
- «Професія — артист оркестру»
- «Декілька слів про англійський ріжок»

## Джерело
http://fedorov.nweb.ru/fedorov.nweb.ru[недоступне посилання з липня 2019]